# Jakub Rejzek
Jakub Rejzek (* 17. října 1978 Praha) je odborník v oblasti telekomunikací, vysokorychlostního internetu a digitalizace, v letech 2020 až 2024 zastupitel Středočeského kraje, od roku 2022 zastupitel obce Vrátkov, člen ODS. Díky své orientaci na digitalizaci a kybernetickou bezpečnost se se stal v roce 2020 členem představenstva krajské nemocnice v Kolíně, kde navrhoval některá kyberbezpečnostní opatření pro všechny krajské nemocnice Středočeského kraje. Zároveň je místopředsedou Komise pro digitalizaci a chytrý kraj Středočeského kraje.

## Studium a rodinný život
V letech 1994-1998 absolvoval Průmyslovou školu v Motole. Mezi léty 1998–1999 vykonával Základní vojenskou službu na radarové a spojovací technice. V letech 2006–2008 studoval Vyšší ekonomickou školu v Praze, obor management. V roce 2022 dokončil postgraduální studium a získal tituly MBA a LL.M. 
Na Univerzitě Jana Amose Komenského studoval obor právo v podnikání a veřejné správě, studium dokončil v roce 2022 a získal titul bakalář.  Magisterský titul vystudoval v oboru Veřejná správa na CEVRO Institut, z.ú. Je podruhé ženatý a má čtyři děti.

## Kariéra
- Od roku 2018 je členem pracovní skupiny CEPT Konference evropských správ pošt a telekomunikací SE19 pro regulaci spektra.
- Od roku 2016 je prezidentem Výboru nezávislého ICT průmyslu, z.s., asociace podnikatelů poskytující služby elektronických komunikací a ICT oborech. Asociace se zabývá regulací v telekomunikacích a ICT oborech, s legislativou spojenou s výstavbou a provozem ICT infrastruktury v České republice.
- Od roku 2008 je konzultant v oboru elektronických komunikací a ICT, jejich plánování a výstavby, pořadatel konferencí pro podnikatele v oboru a zástupce měst a obcí.
- Mezi léty 2014 – 2016 byl CTO, a později CEO ISP Alliance a.s.. CEO odpovědný za chod společnosti. ISP Alliance a.s. agreguje služby podnikatelům v ICT.
- Mezi léty 2005 – 2014 působil v ALCOMA a.s., na pozici vedoucí tuzemského obchodu u největšího českého producenta radioreleových spojů. Projekční návrhy telekomunikačních sítí pro zákazníky společnosti. Práce na návrzích telekomunikačních zařízení a jejich managementu. Vytváření edukačních programů pro technické osazenstvo telekomunikačního průmyslu. Vytváření programů školení regulace v telekomunikacích a jejich školení. Provádění školení telekomunikační regulace pro české a zahraniční operátory.
- Mezi léty 2011 – 2014 manažerem firmy ALCOMA a.s. pro Irsko a Velkou Británii
- Od roku 2007 je spoluzakladatel a předseda organizačního výboru série konferencí Kam Kráčí telekomunikační sítě, nově KKDS.

## Politika
Dlouhodobě se zabývá rozvojem infrastruktury vysokorychlostního internetu, digitalizace a kybernetické bezpečnosti v regionech České republiky. Působí jako poradce pro municipální úředníky a politiky, poskytuje jim návody pro urychlení výstavby sítí elektronických komunikací v jejich obcích nebo krajích. Je jedním z autorů koncepce úřadu krajských koordinátorů pro výstavbu sítí elektronických komunikací, BCO (Broadband Competence Office). Je aktivní při Hospodářské komoře České republiky v sekci IT a telekomunikací. Je členem Řídícího výboru BCO Network a Řídícího výboru 5G Aliance. Zabývá se také rozvojem Smart Cities a IoT.

## Politické působení
V roce 2020 zvolen zastupitelem Středočeského kraje za ODS. V komunálních volbách v roce 2022 byl zvolen zastupitelem obce Vrátkov. V krajských volbách v roce 2024 obhajoval jako člen ODS post krajského zastupitele na kandidátce subjektu „SPOLU (ODS + TOP 09 + KDU-ČSL)“, ale neuspěl. Skončil jako šestý náhradník.